# Кадуби
Кадуби́ (Кадовби, Кодуби) — колишнє село в Україні, у колишньому Золотопотіцькому районі Тернопільської області. Було розташоване за 5 км від с. Новосілка та 1 км від села Пожежа (нині обидва села Бучацького району) обабіч теперішнього автошляху Т 2016.

## Історія

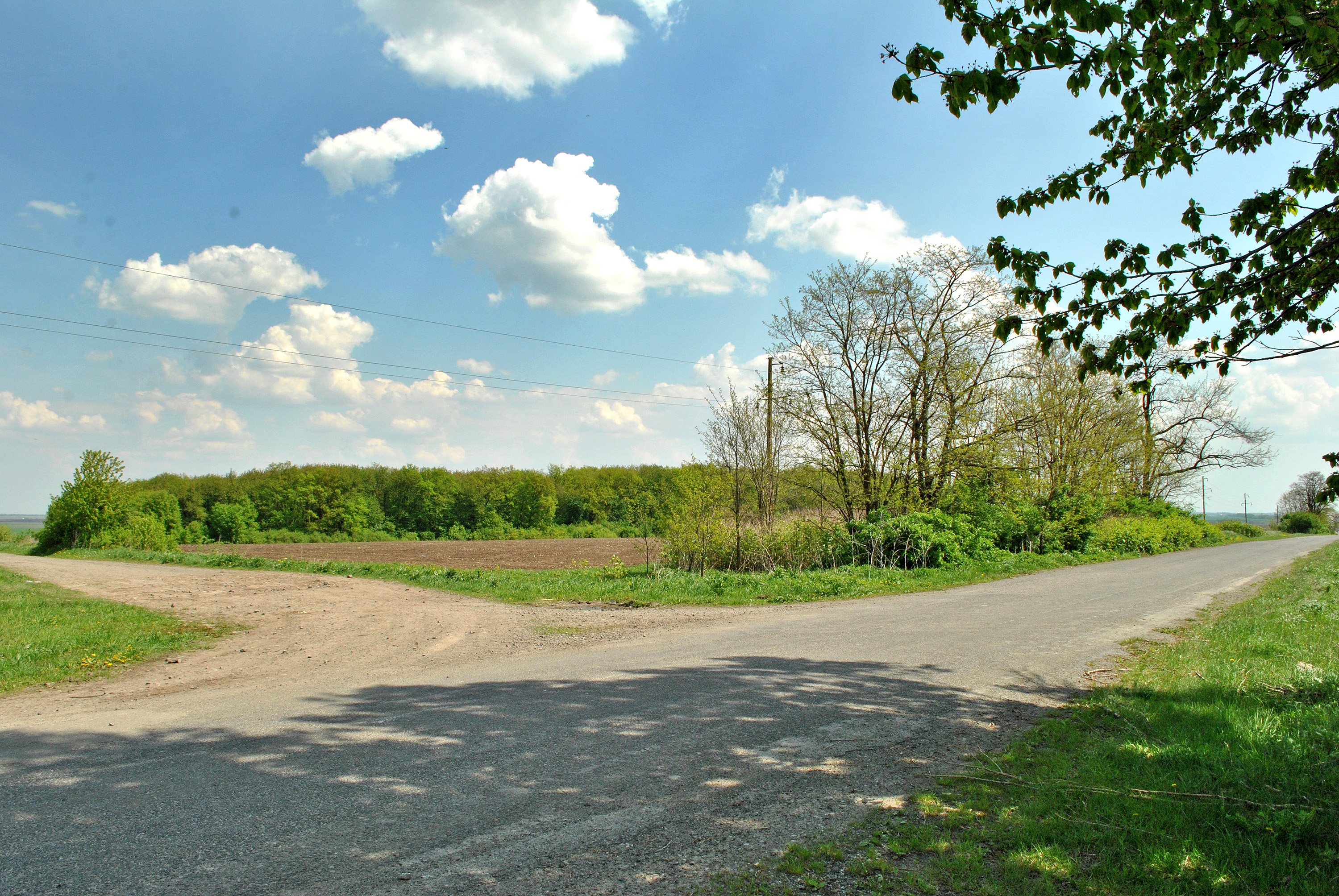
Роздоріжжя на місці колишнього села: ліворуч — до села Пожежа, прямо — до смт Товсте Заліщицького район

Село відоме з XIX ст. як присілок с. Новосілки Язловецької.
За переказами, поселення виникло ще у XVI—XVII столітті і назву отримало від заняття мешканців, які виготовляли кадуби (великі та середні діжки для борошна, капусти, буряків, меду) і продавали їх на знаменитих ярмарках у місті Язловці (нині село Бучацького району); за іншими переказами, від лісу, звідки брали дерева для виготовлення діжок.
Спогади і копію карти Кадубів залишив Людвік Домський. У 1930-х роках у Кадубах були церква, початкова школа, діяли українські товариства, кооператива; господарства були заможними (мали по 3 морґи поля). До початку німецько-радянської війни в селі нараховувалося близько 70 господарств.
У липні 1944 р. через село пролягала лінія фронту, внаслідок військових дій майже всі господарства були спалені. Мешканці переховувалися спочатку в кадубецькому лісі, згодом частина перейшла у с. Білу (нині Чортківського району). Село чи не найбільше із сіл Золотопотіцького району було зруйноване під час військових дій.
Після завершення війни компартійці вирішили відбудувати село і в другій половині 1940-х — на початку 1950-х рр. тут була сільська рада, до якої належали хутори Пожежа і Хатки. У 1946 р. від Новосілки до Кадубів проклали дорогу. Працювали колгосп, школа.

### Переселення

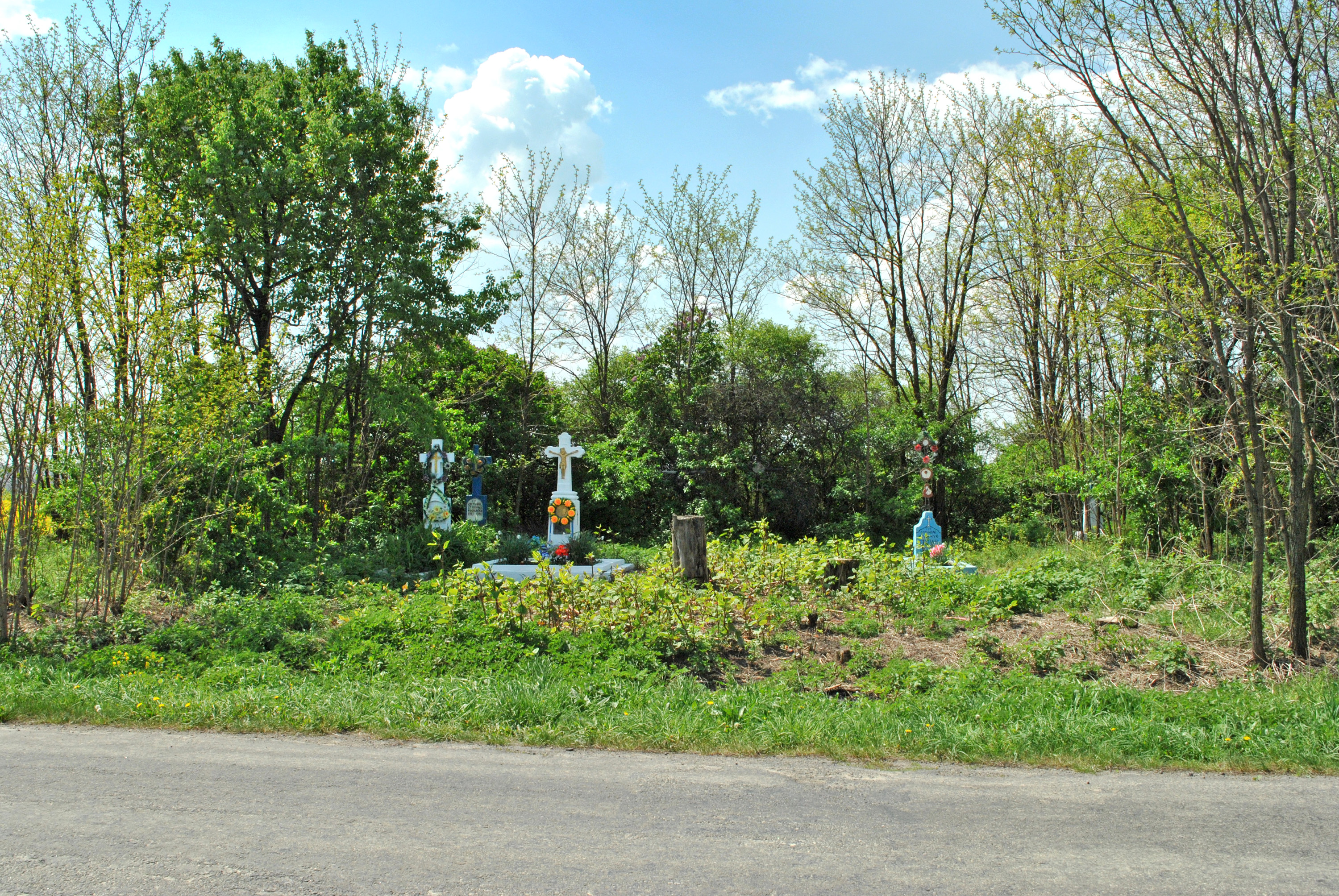
Залишки цвинтаря

У другій половині 1940-х місцевих поляків виселили, у 1952 р. прийняте рішення про переселення хутора Хатки (в 11 будинках проживало 70 осіб) у східні області України. Нині на хуторі один будинок, у якому проживає одна особа. Мешканців Кадубів протягом 1950-х переселили в Новосілку та Коломийський і Снятинський райони Івано-Франківщини.

## Населення
У 1880 р. у Новосілці разом із присілками Кадовби (Кодуби) та Пожеже (нині с. Пожежа) проживало 712 українців, 434 поляки, 9 євреїв; у 1939 р. — 1440 українців, 600 поляків, 40 євреїв. Згодом у документах про село знову немає згадок, аж до 1946 року, коли село стало центром сільської ради.

## Сьогодення
Нині на місці села — поля, на яких під час сільськогосподарських робіт можна побачити виорані залишки фундаментів, збереглися залишки цвинтаря, на якому є 8 могил кадубівців (кілька доглянуті нащадками).

## Джерело
- Домський Л., Клочак Н., Уніят В. Кадуби (Кадовби, Кодуби) //  Тернопільщина. Історія міст і сіл : у 3 т. — Тернопіль : ТзОВ «Терно-граф», 2014. — T. 1 : А — Й. — С. 627. — ISBN 978-966-457-228-3.
- Уніят-Карпович В. нині там свищуть вітри…[недоступне посилання з липня 2019] / Віктор Уніят-Карпович //  Місто. — 2008. — Серпень.